# Залізнична катастрофа в Огайо (2023)
40°50′10″ пн. ш. 80°31′22″ зх. д. / 40.836° пн. ш. 80.5227° зх. д.
3 лютого 2023 року вантажний поїзд із високотоксичними хімічними речовинами залізничної компанії Norfolk Southern Railway зійшов з рейок на межі між штатами Огайо та Пенсільванія, США, біля н. п. Іст-Палестін з населенням 4700 осіб. Унаслідок пошкодження вагонів у повітря, воду та землю потрапили високотоксичні хімічні речовини.

## Подія
Поїзд, що зійшов з рейок, був вантажним поїздом Norfolk Southern, який складався з трьох локомотивів з провідним номером ES44AC #8152, дев'яти порожніх вагонів і 141 завантаженого вагона. Поїзд прямував з терміналу Залізничної асоціації Сент-Луїса в Медісоні, штат Іллінойс, в Конвей-ярд компанії Norfolk Southern в Конвеї, штат Пенсільванія. На борту поїзда довжиною 2,8 км перебували машиніст, кондуктор і стажер-кондуктор.
Близько 8:55 вечора за місцевим часом 3 лютого 2023 близько 50 вагонів зійшли з рейок. З 141 вагона поїзда 20 перевозили небезпечні матеріали — вінілхлорид, бутилакрилат, етилгексилакрилат, етиленгліколь, монобутиловий ефір, ізобутилен, горючі рідини і похідні бензолу, причому бутилакрилат, вінілхлорид і етилгексилакрилат були в 14 вагонах.

## Ліквідація аварії та наслідки
Було мобілізовано майже 70 служб екстреної допомоги з Огайо, Західної Вірджинії та Пенсільванії. Мер Іст-Палестіна Трент Конавей оголосив надзвичайний стан.
Персонал Norfolk Southern першими відреагував уже 3 лютого. 4 лютого вони помітили розлив води у водотоках Сульфур-Ран та Леслі-Ран та встановили бонові загородження та підпірні греблі для відділення плаваючих забруднюючих речовин. Агентство з охорони навколишнього середовища США (EPA) розпочало моніторинг якості повітря 3 лютого. Згідно з EPA, люди можуть відчувати запах бутилакрилату в концентрації нижче, ніж мінімальна межа дії. Межа впливу бутилакрилату, що рекомендується Національним інститутом безпеки і гігієни праці (NIOSH), становить середньозважене за часом значення 10 частин на мільйон (55 мг/м³).
5 лютого через перепад температури в одному з вагонів поїзда зросли побоювання вибуху, здатного рознести смертоносну шрапнель, оскільки пожежі тривали. Хоча п'ять вагонів, що містять вінілхлорид, залишилися незайманими після аварії, запобіжний клапан на одному з вагонів вийшов з ладу. Губернатор штату Огайо Майк Деуайн залучив Національну гвардію штату Огайо для надання допомоги місцевій владі в тому, що він назвав питанням життя і смерті. Губернатор Пенсільванії Джош Шапіро наказав про евакуацію в районах округу Бівер, що межують з цією ділянкою. Офіційні особи в обох штатах ходили від дверей до дверей, щоби евакуювати жителів. Пожежа, що виникла внаслідок аварії, тривала до 5 лютого.
Аварійні бригади для запобігання можливої детонації та вибуху здійснили допалювання хімікатів з неконтрольованим поширенням та зараженням повітря та води на території радіусом 200 км. Токсичні речовини потрапили в річку Огайо, яка є повноводною притокою річки Міссісіпі. Місцеві жителі в радіусі 2 кілометрів були евакуйовані. У районі зараження відзначається масова загибель дрібних риб та захворювання лисиць.
Через два тижні після аварії урядом США в район лиха спрямовані токсикологи та медики.

## Причини аварії
Вважають, що причиною сходження з рейок стала механічна неполадка з віссю одного з вагонів. Приблизно через 48 годин Національна рада з безпеки на транспорті опублікувала попередні висновки, що вказують на те, що сход з рейок був викликаний механічною несправністю одного з вантажних вагонів, що може бути пов'язано з повідомленнями про те, що приблизно за годину до цього було помічено, як вісь викидала іскри. Незадовго до сходу з рейок екіпаж отримав сигнал тривоги від придорожнього детектора несправностей, що вказує на механічну несправність, після чого було ініційовано екстрене гальмування.